# Председник Југославије
Председник Југославије је био шеф државе од 1953. до 1991. године у Социјалистичкој Федеративној Републици Југославији, и од 1992. до 2003. године у Савезној Републици Југославији.
Функција председника Југославије је нестала пошто је држава променила име у Србију и Црну Гору у фебруару 2003. године. Правни наследник функције је постала функција председника Србије и Црне Горе који је уједно и председавао Саветом министара Србије и Црне Горе. После проглашења независности Црне Горе укинута је и ова функција.
Од 1980. до 1991. године, власт Југославије је била колективна, сваке године је вођа био из различитог председништва једне од шест република некадашње Југославије.